# Turno (ród)

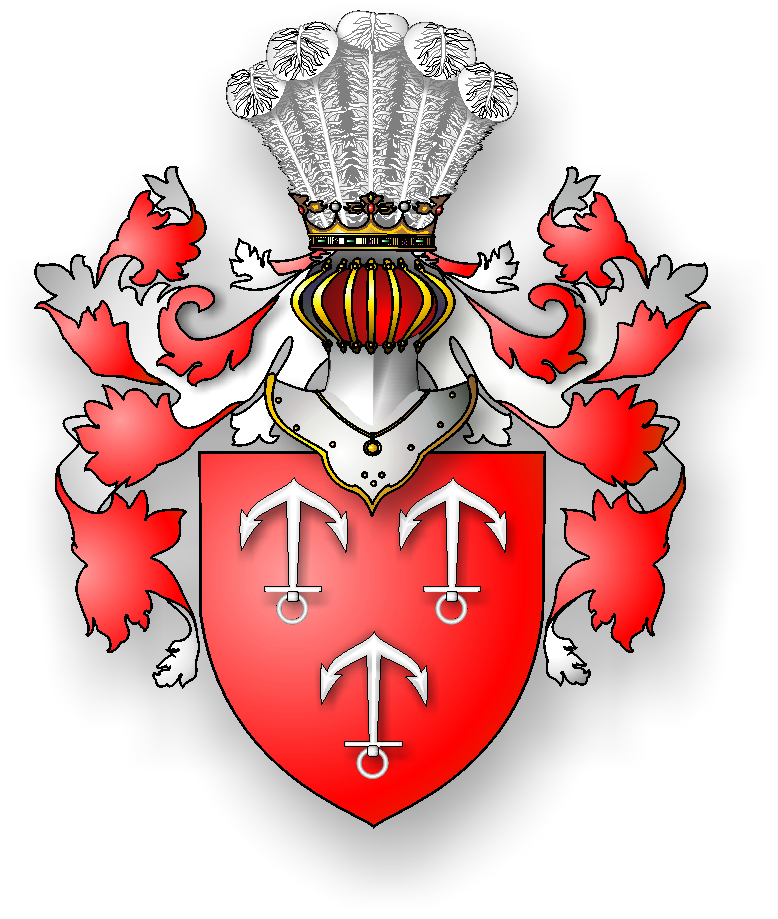
herb własny Turnów Turno, odmiana herbu Trzy Kotwice

Turno – polski ród szlachecki pochodzenia pomorskiego, pieczętujący się herbem Trzy Kotwice, znany od XIV wieku.
Zgodnie z legendą rodową, Turnowie mieli posiadać włoskie korzenie, zaś pierwszy przodek, który przybył na ziemie polskie, miał być fundatorem zamku Turno w Ziemi chełmińskiej, zburzonego następnie w trakcie napadów księcia Świętopełka. Mimo braku bezpośrednich dowodów, potwierdzających powyższe podanie, pierwsze siedziby tego rodu rzeczywiście znajdowały się na Pomorzu i w Wielkopolsce.
Heraldycy niemieccy, opisując ród Turnów, stwierdzali, iż jest to jeden z najstarszych rodów na Pomorzu. W 1376 roku bracia Georg i Wilhelm Turnowie, służąc rycersko zakonowi krzyżackiemu, otrzymali od Wielkiego Mistrza w wieczyste lenno dobra Stręczno i Kwiramy pod Wałczem. Po wojnach Rzeczypospolitej z Zakonem i przejściu Turnów na służbę monarchów polskich Zygmunt II August potwierdził posiadanie tych dóbr prawem lennym potomkom Georga (Jerzego).
Turnowie należeli do średniozamożnej szlachty, która z biegiem lat awansowała do warstwy ziemiaństwa. Wielu przedstawicieli tego rodu za czasów Rzeczypospolitej Obojga Narodów, w okresie istnienia Księstwa Warszawskiego i Wielkiego Księstwa Poznańskiego pełniło służbę wojskową, dochodząc do wyższych stopni wojskowych i dużego znaczenia. Z nich Jan Kazimierz Turno (1660-1742) był generałem-adiutantem hetmana wielkiego koronnego Józefa Potockiego. Pozostawił po sobie między innymi dwóch synów: Zygmunta i Jana, którzy zapoczątkowali dwie (żyjące do dzisiaj) linie rodu – odpowiednio: wołyńską (starszą) i wielkopolską (młodszą). Przedstawiciele tej pierwszej nabyli znaczne dobra na Wołyniu, m.in. Warkowicze, Miropol i Stepuchowszczyna. Przejściowo władali Radziwiłłowem. Z innych: Kopytkowo i Tajkury wraz z dawnym zamkiem Wiśniowieckich zostały im skonfiskowane i nadane generałowi rosyjskiemu Fersenowi. Wchodzili w parantele z rodami takimi jak: Szembekowie, Walewscy, Szymanowscy, Dembińscy, Ostrowscy, Szczukowie. Przedstawiciele tej drugiej wchodzili w parantele z rodami takimi jak: Gorzeńscy, Kwileccy, Mycielscy, Dzierżykraj-Morawscy. Pozostawili po sobie kilka siedzib, w tym zespół pałacowy w Objezierzu oraz pałace w Słomowie i Torzeńcu.

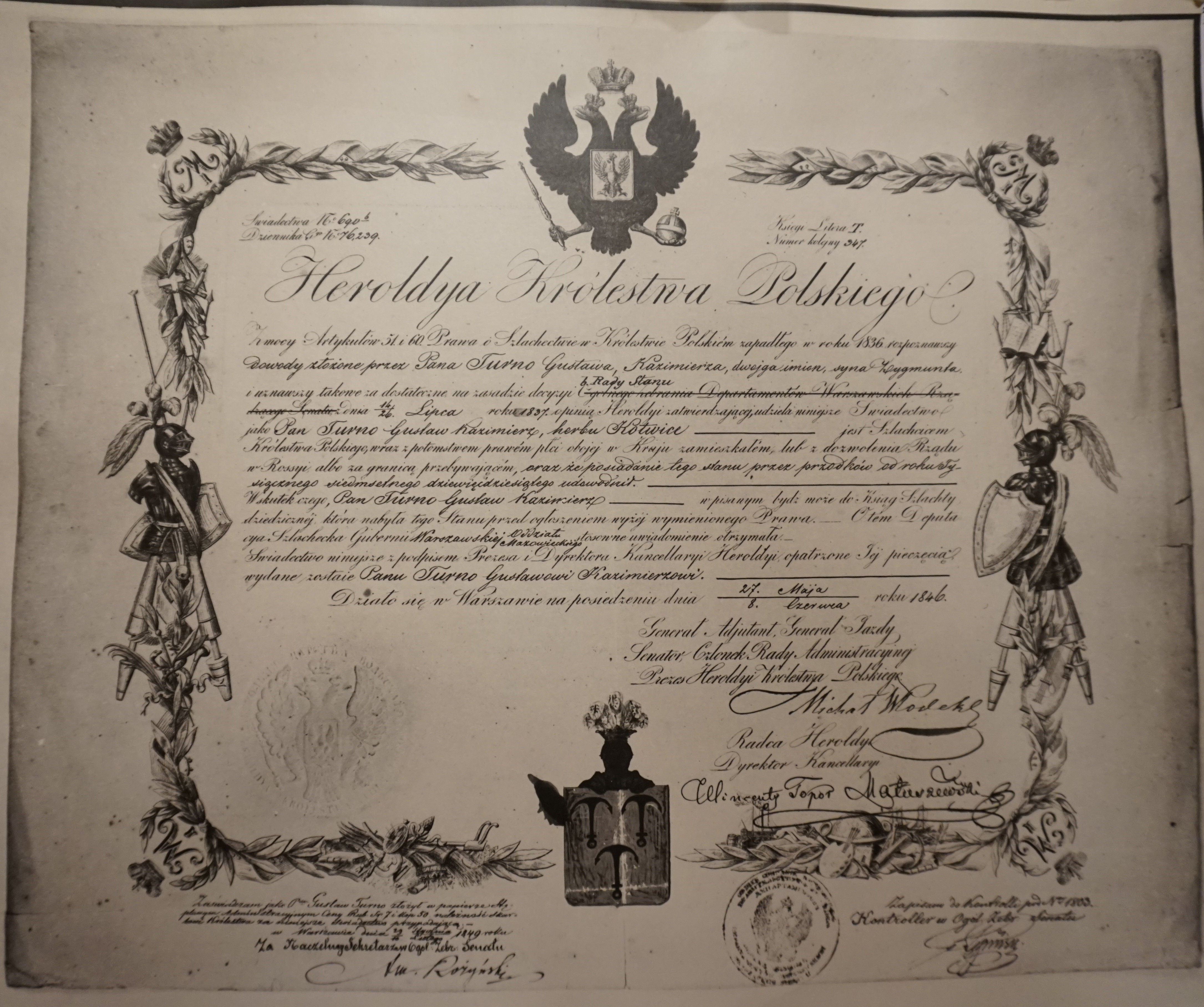
Kopia certyfikatu szlachectwa Gustawa Kazimierza Turno z 1846 roku

## Członkowie rodu
- Zygmunt Turno (1698-1761) – podstoli kaliski, stolnik poznański, pułkownik wojsk koronnych, generał adiutant królewski
- Stefan Turno (1753-1820) – starosta pietrzykowski, rotmistrz kawalerii narodowej
- Adam Turno (1775-1851) – ziemianin, oficer armii Księstwa Warszawskiego, pamiętnikarz
- Kazimierz Turno (1778-1817) – generał brygady armii Księstwa Warszawskiego
- Karol Turno (1788-1860) – adiutant przyboczny księcia Konstantego, generał brygady w okresie powstania listopadowego
- Zygmunt Tadeusz Turno (1794-1851) – uczestnik wojen napoleońskich, kapitan pułku strzelców konnych gwardii królewskiej, pułkownik w okresie powstania listopadowego, po upadku którego rozstał się z wojskiem
- Ludwik Turno (1823-1899) – polski geolog czynny w Orenburgu.

## Siedziby linii wołyńskiej

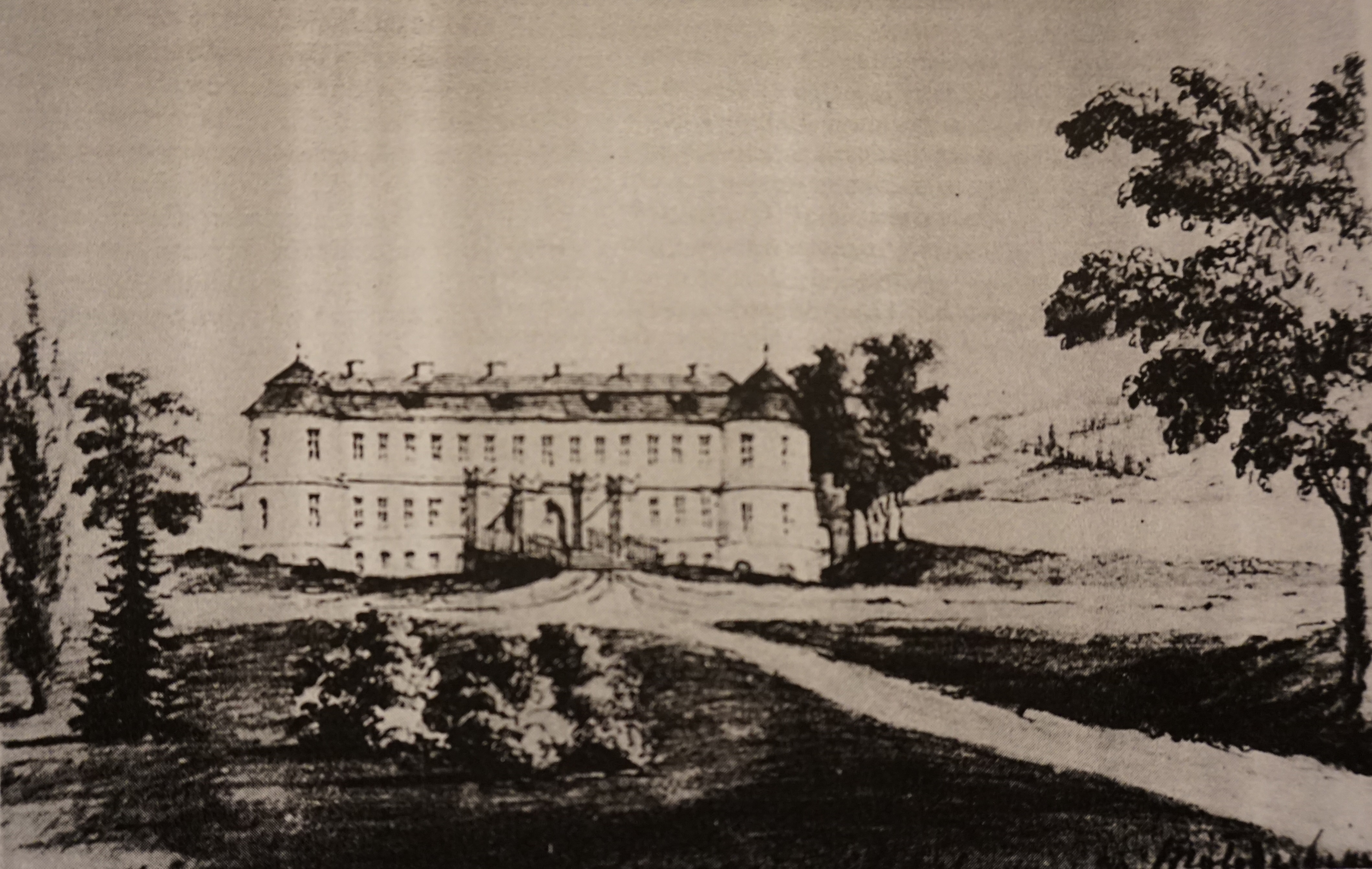
Zamek w Warkowiczach od strony frontu
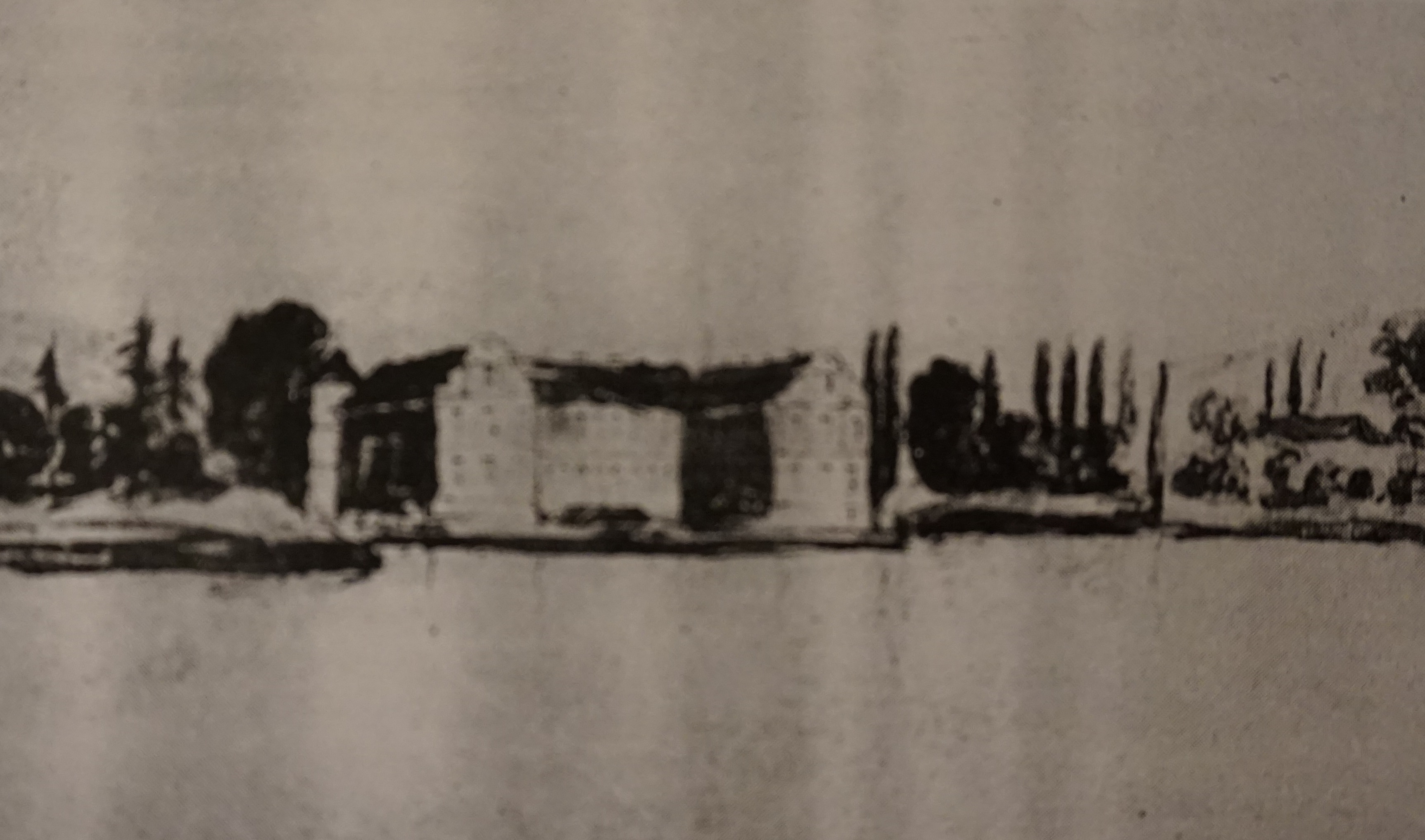
Zamek w Warkowiczach od strony jeziora

## Siedziby linii wielkopolskiej

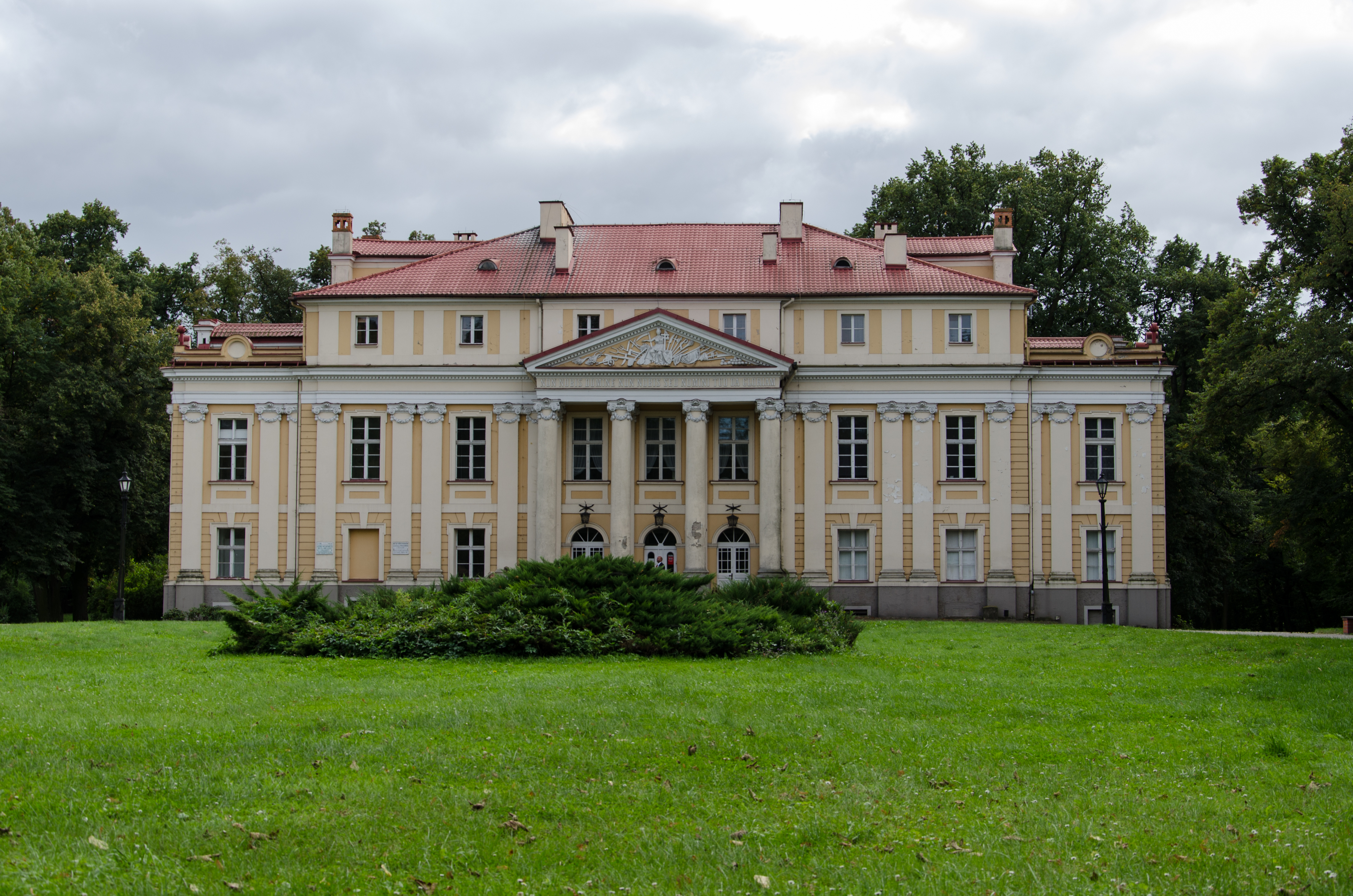
Pałac w Objezierzu
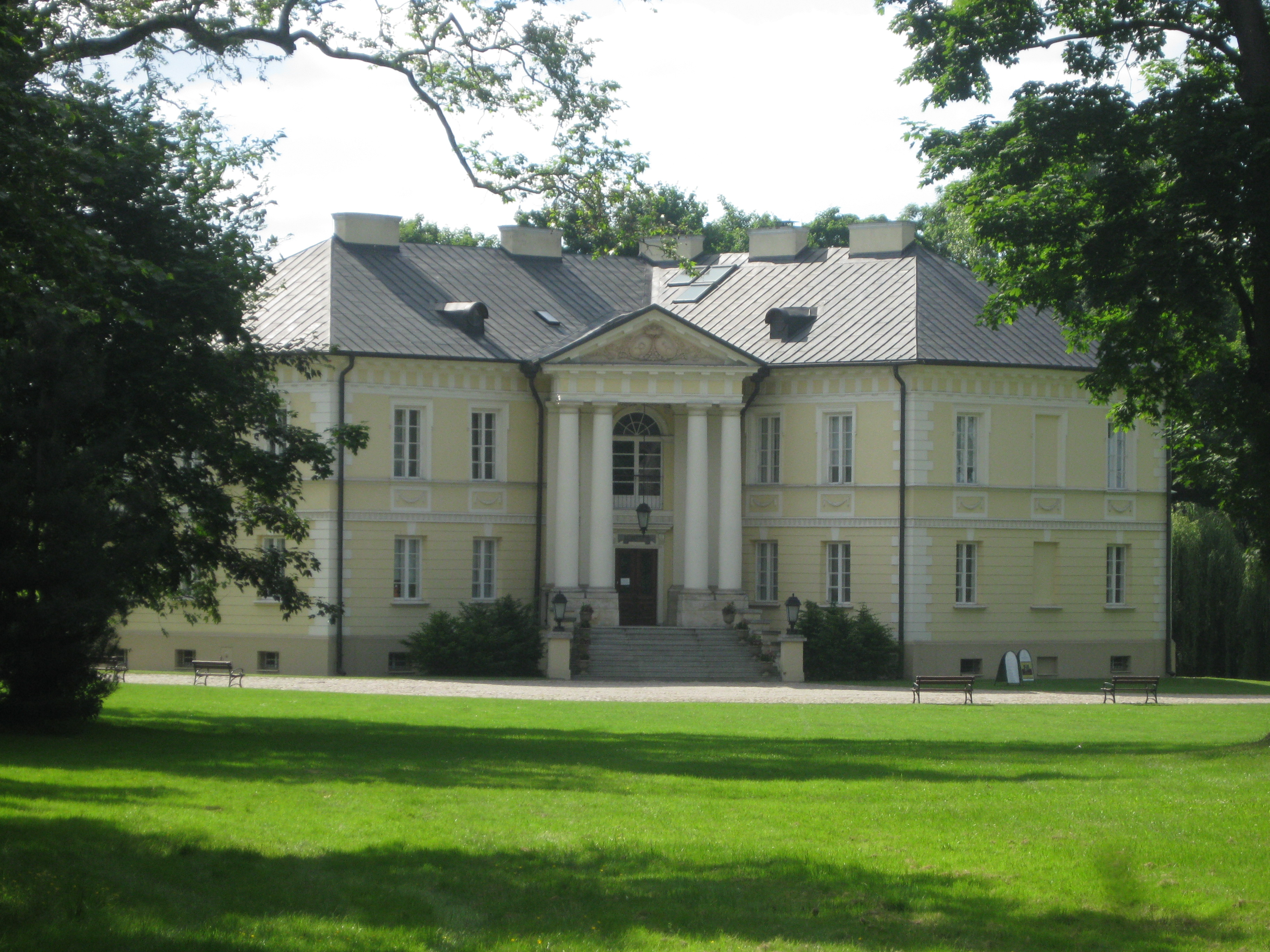
Pałac w Dobrzycy
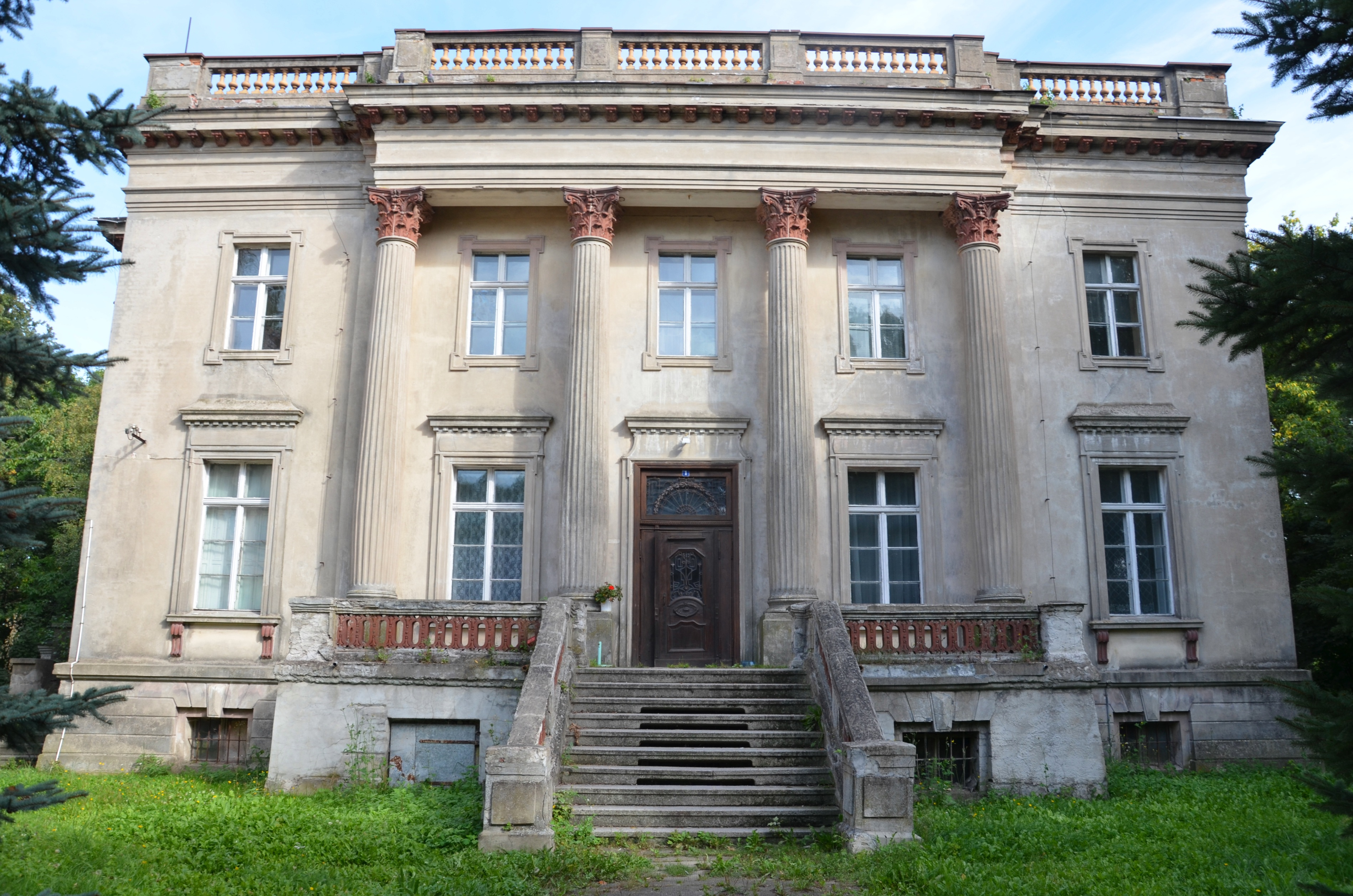
Pałac w Słomowie
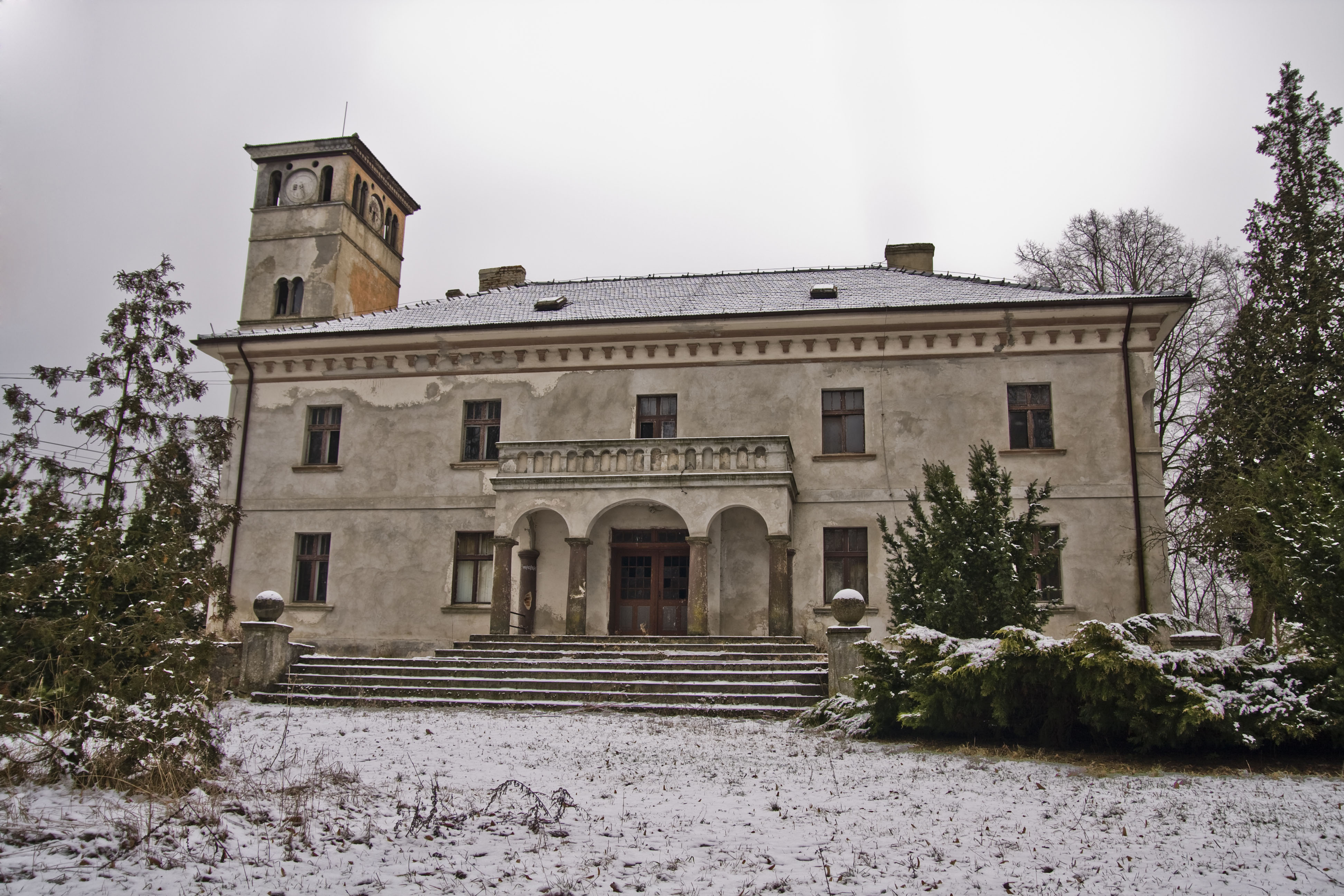
Pałac w Torzeńcu